# Francisco Zuluaga
Francisco Zuluaga (ur. 4 lutego 1929 w Medellín, zm. 8 listopada 1993) – piłkarz kolumbijski grający podczas kariery na pozycji obrońcy.

## Kariera klubowa
Karierę piłkarską Francisco Zuluaga rozpoczął w stołecznym Millonarios w 1948. Z Millonarios siedmiokrotnie zdobył mistrzostwo Kolumbii w 1949, 1951, 1952, 1953, 1959, 1961 i 1962 oraz Puchar Kolumbii w 1953. W 1962 roku przeszedł do lokalnego rywala – Independiente Santa Fe, by w następnym roku zakończyć piłkarską karierę w Atlético Nacional. Ogółem w latach 1948–1964 rozegrał w lidze kolumbijskiej 345 spotkań, w których zdobył 7 bramek.

## Kariera reprezentacyjna
W reprezentacji Kolumbii Zuluaga zadebiutował 17 marca 1957 w wygranym 1-0 spotkaniu w Copa América z Urugwajem. Na turnieju w Peru Zuluaga wystąpił w pięciu meczach z Urugwajem, Chile, Brazylią, Peru i Ekwadorem.
W tym samym roku został powołany przez selekcjonera Adolfo Pedernerę do kadry na Mistrzostwa Świata w Chile. Na Mundialu Zuluaga wystąpił tylko w pierwszym meczu z Urugwajem, którym w 19 min. zdobył bramkę z karnego i który był jego ostatnim meczem w reprezentacji.
Od 1957 do 1962 roku rozegrał w kadrze narodowej 10 spotkań, w których zdobył bramkę.

## Kariera trenerska
Po zakończeniu piłkarskiej kariery Zuluaga został trenerem. W latach 1968–1969 trenerem Millonarios. Od 16 października 1968 do 24 sierpnia 1970 Zuluaga był selekcjonerem reprezentacji Kolumbii. Odszedł po przegranych eliminacjach Mistrzostw Świata 1970. Bilans jego kadencji to 15 meczów, w tym 1 zwycięstwo, 4 remisy i 10 porażek. W latach 1969–1970 był trenerem Atlético Nacional.